# Samuel Campbell (Politiker, 1773)
Samuel Campbell (* 11. Juli 1773 in Mansfield, Colony of Connecticut; † 2. Juni 1853 in Columbus, New York) war ein US-amerikanischer Jurist und Politiker. Zwischen 1821 und 1823 vertrat er den Bundesstaat New York im US-Repräsentantenhaus.

## Werdegang
Samuel Campbell wurde ungefähr zwei Jahre vor dem Ausbruch des Unabhängigkeitskrieges in Mansfield (damals noch Windham County, heute Tolland County) geboren und wuchs dort auf. In dieser Zeit besuchte er Gemeinschaftsschulen. Dann zog er nach Columbus im Chenango County, wo er in der Landwirtschaft tätig war. Er bekleidete in den Jahren 1807, 1808, 1821 und 1840 den Posten des Supervisors in der Town von Columbus. Darüber hinaus saß er in den Jahren 1808, 1809, 1812 und 1820 in der New York State Assembly. Während des Britisch-Amerikanischen Krieges diente er im Stab von Generalmajor Nathaniel King als Divisionsquartiermeister. Er war 1814 beisitzender Richter (associate judge) am Chenango County Court. Zwischen 1815 und 1819 bekleidete er den Posten als Sheriff im Chenango County. Dann war er 25 Jahre lang als Friedensrichter in Columbus tätig.
Als Gegner einer zu starken Zentralregierung schloss er sich in jener Zeit der von Thomas Jefferson gegründeten Demokratisch-Republikanischen Partei an. Bei den Kongresswahlen des Jahres 1820 für den 17. Kongress wurde er im 15. Wahlbezirk von New York in das US-Repräsentantenhaus in Washington, D.C. gewählt, wo er am 4. März 1821 die Nachfolge von Joseph S. Lyman und Robert Monell antrat, welche zuvor zusammen den Distrikt im US-Repräsentantenhaus vertreten hatten. Er schied nach dem 3. März 1823 aus dem Kongress aus.
Nach der Gründung der Whig Party schloss er sich dieser Partei an. Er war wieder in der Landwirtschaft tätig. Am 2. Juni 1853 verstarb er in Columbus bei Sherburne und wurde dann auf dem Lambs Corners Cemetery beigesetzt.